# Blue Fang Games
Blue Fang Games is een voormalige Amerikaanse computerspelontwikkelaar die bekend is van de Zoo Tycoon-serie. Blue Fang was gevestigd in Waltham, Massachusetts. In 2011 heeft het bedrijf zijn deuren gesloten nadat het contract met Microsoft werd beëindigd.

## Bedrijf
Blue Fang is een ontwikkelaar die in zijn spellen de nadruk legt op het dierenrijk. In samenwerking met Microsoft Game Studios publiceerde Blue Fang in 2001 een zogenaamd bedrijfssimulatiespel. De bedoeling bij dit spel is om een succesvolle dierentuin te runnen. Vandaar ook de toepasselijke naam Zoo Tycoon. Op dit spel volgden nog 2 uitbreidingspakketten en enkele downloads. In november 2004 kwam er een vervolg op Zoo Tycoon met de naam Zoo Tycoon 2. Het opmerkelijkste aan dit vervolg is dat Blue Fang overgeschakeld is naar 3D. Ook hier zijn een aantal uitbreidingen en downloads voor uitgegeven.

## Spellen van Blue Fang

### Zoo Tycoon
- Zoo Tycoon (Microsoft Windows, Macintosh)
- Zoo Tycoon: Dinosaur Digs (Microsoft Windows)
- Zoo Tycoon: Marine Mania (Microsoft Windows)
- Zoo Tycoon: Complete Collection (Microsoft Windows)
- Zoo Tycoon DS (Nintendo DS)
- Zoo Tycoon 2 (Microsoft Windows, Macintosh)
- Zoo Tycoon 2: Bedreigde Diersoorten (Microsoft Windows)
- Zoo Tycoon 2: Afrikaans Avontuur (Microsoft Windows)
- Zoo Tycoon 2: Marine Mania (Microsoft Windows)
- Zoo Tycoon 2: Directeurscollectie (Microsoft Windows)
- Zoo Tycoon 2: Extinct Animals (Microsoft Windows)
- Zoo Tycoon 2 DS (Nintendo DS)

### World of Zoo
- World of Zoo (Microsoft Windows, Nintendo DS, Nintendo Wii)

### Lion Pride
- Lion Pride (iOS)
- Lion Pride HUGE (iOS)

### Overig
- Where in the World is Carmen Sandiego? (Facebook)
- The Oregon Trail (Facebook)

## Prijzen
Parents' Choice Foundation Approved Award Winner - 2007Zoo Tycoon 2: Marine Mania
Red Herring’s “The 100 Hottest Private Companies in North America” – 2005Blue Fang Games™
AIAS Computer Family Title of the Year Interactive Achievement Award – 2005Zoo Tycoon 2
National Parenting Publications Award – 2005Zoo Tycoon 2
Children’s Software Revue All Star Award – 2004Zoo Tycoon Complete Collection
Parent & Child Teacher’s Pick – 2004Zoo Tycoon Complete Collection
National Parenting Center Seal of Approval - 2004Zoo Tycoon 2
Dean Takahashi’s Top-10 Games of 2004Zoo Tycoon 2
AIAS Computer Family Title of the Year Interactive Achievement Award – 2004Zoo Tycoon Complete Collection
Parents' Choice Foundation Gold Award - 2003Zoo Tycoon Complete Collection
Bologna New Media Prize -2002Zoo Tycoon